# Bogusław Jarecki
Bogusław Jarecki (ur. 21 listopada 1957 w Cycowie) – polski jeździec, trener, olimpijczyk z Seulu 1988, Barcelony 1992 i Atlanty 1996. Specjalista w WKKW oraz skokach.
Wielokrotny medalista mistrzostw Polski w WKKW:
- złoty
  - w latach 1984 (na koniu Niewiaża), 1985 (na koniu Koper), 1991 (na koniu Fant), 1993, 1996, 1997, 1998 (na koniu Bujwid), 2000 (na koniu Bujwid),
- srebrny
  - w latach 1983 (na koniu Harmonia), 1999 (na koniu Bujwid),
- brązowy
  - w roku 1990 (na koniu Finezja).

Pięciokrotny uczestnik mistrzostw Europy w WKKW. Na igrzyskach w roku 1988 wystartował w konkursie indywidualnym WKKW zajmując 12. miejsce, a polska drużyna (partnerami byli: Krzysztof Rogowski, Krzysztof Rafalak, Eugeniusz Koczorski) zajęła 4. miejsce. Na kolejnych igrzyskach zajął 42. miejsce w konkursie indywidualnym a polska drużyna (partnerami byli: Jacek Krukowski, Piotr Piasecki, Arkadiusz Bachur) została sklasyfikowana na 9. miejscu. W roku 1996 na igrzyskach był członkiem drużyny (partnerami byli: Rafał Choynowski, Bogusław Owczarek, Artur Społowicz), która zajęła 16. miejsce.